# 李広弘
李 広弘（李廣弘、り こうこう、生年不詳 - 787年）は、唐代の反乱指導者。

## 経歴
宗室親王の後胤であるともいう。落髪して僧となり、五嶽や四瀆の神にまみえたといい、人主となるべき人物であると自称した。貞元3年（787年）、広弘が邠州から長安に到着すると、長安の人の董昌は広弘を導き、資敬寺の尼の智因の部屋に住まわせた。董昌は酒食をもって殿前に交わりを結び、殿前射生軍の将の韓欽緒・李政諫・南珍霞や、神策軍の将の魏修・李傪や、前の越州参軍の劉昉・陸緩・陸絳・陸充・徐綱らとともに反乱を計画した。広弘は五嶽四瀆の神の言と称し、10月10日に決行すれば、必ず勝利できるといった。韓欽緒より以下は、役所を置いて宰相となり、智因尼は后となった。計画によれば決行の日の夜に韓欽緒に凌霄門で鼓を撃たせ、飛龍厩舎に草を積んで焚く手筈となっていた。さらに南珍霞に街鼓を盗み撃たせ、城中の人を集めることとなっていた。さらに李政諫・魏修・李傪らに殿前射生軍・神策軍の兵を率いさせて内応することとなっていた。成功の暁には、5日間暴れまわって、唐の朝廷の官僚たちはすべて殺されることとなっていた。決行の前に、魏修・李傪が反乱計画を上書したため、広弘の一党は内官の王希遷らに捕えられて斬られた。徳宗はこのため各種の人が寺観に入ることを禁止した。

## 伝記資料
- 『旧唐書』巻144 列伝第94
- 『新唐書』巻156 列伝第81